# Filipo IV de Macedonia
Filipo IV de Macedonia (muerto en 297 a. C.) era el hijo de Casandro de Macedonia, y de Tesalónica (medio-hermana de Alejandro Magno). Sucedió a su padre brevemente en el trono de Macedonia antes de su muerte, que se produjo en Elatea por una enfermedad. Después el reino se repartió entre sus hermanos Alejandro y Antípatro.